# Play-off 2021-2022 per la Gamma Ethniki
I play-off 2021-2022 per la Gamma Ethniki sono stati la 1ª edizione dei play-off per la Gamma Ethniki svolto dalle associazioni dilettantistiche locali delle società calcistiche nell’ambito del campionato greco di calcio. La fase, iniziata il 6 maggio 2022 e conclusasi il 5 giugno dello stesso anno, ha visto affrontarsi le 56 vincitrici del proprio gruppo di primo livello dell'associazione calcistica locale (E.P.S.) di appartenenza, suddivise in gruppi territoriali.

## Gruppo 1
| Squadra           | Città          | E.P.S. di provenienza        |
| ----------------- | -------------- | ---------------------------- |
| Arīs Peteinou     | Petino         | E.P.S. Xanthi                |
| Ippokratis        | Alessandropoli | E.P.S. Evros e Samotracia    |
| Iraklis Ammoudias | Ammoudia       | E.P.S. Serres                |
| Kampaniakos       | Chalastra      | E.P.S. Macedonia (Salonicco) |
| Panthrakikos      | Komotini       | E.P.S. Tracia (Rodopi)       |
| Prosotsani        | Prosotsani     | E.P.S. Drama                 |
| Vyronas Kavalas   | Kavala         | E.P.S. Kavala e Taso         |

### Classifica
|  | Pos. | Squadra           | Pt | G | V | N | P | GF | GS | DR  |
|  | ---- | ----------------- | -- | - | - | - | - | -- | -- | --- |
|  | 1.   | Vyronas Kavalas   | 14 | 6 | 4 | 2 | 0 | 11 | 2  | +9  |
|  | 2.   | Panthrakikos      | 13 | 6 | 4 | 1 | 1 | 14 | 6  | +8  |
|  | 3.   | Kampaniakos       | 11 | 6 | 3 | 2 | 1 | 9  | 4  | +5  |
|  | 4.   | Prosotsani        | 8  | 6 | 2 | 2 | 2 | 8  | 9  | -1  |
|  | 5.   | Ippokratis        | 7  | 6 | 2 | 1 | 3 | 9  | 8  | +1  |
|  | 6.   | Arīs Peteinou     | 3  | 6 | 1 | 0 | 5 | 6  | 19 | -13 |
|  | 7.   | Iraklis Ammoudias | 2  | 6 | 0 | 2 | 4 | 2  | 11 | -9  |

Legenda:

      Ammesso in Gamma Ethniki 2023-2024

### Risultati
|                   | APE  | IPP  | IAM  | KAM  | PAN  | PRO  | VKA  |
| ----------------- | ---- | ---- | ---- | ---- | ---- | ---- | ---- |
| Aris Peteinou     | –––– | -    | 4-1  | -    | 1-3  | -    | 0-1  |
| Ippokratis        | 5-0  | –––– | -    | -    | -    | 2-1  | 0-2  |
| Iraklis Ammoudias | -    | 0-0  | –––– | 0-0  | -    | -    | 0-4  |
| Kampaniakos       | 4-1  | 2-0  | -    | –––– | 2-0  | -    | -    |
| Panthrakikos      | -    | 3-2  | 1-0  | -    | –––– | 6-0  | -    |
| Prosotsani        | 5-0  | -    | 2-1  | 0-0  | -    | –––– | -    |
| Vyronas Kavalas   | -    | -    | -    | 3-1  | 1-1  | 0-0  | –––– |

## Gruppo 2
| Squadra             | Città      | E.P.S. di provenienza        |
| ------------------- | ---------- | ---------------------------- |
| Asteras Tripotamou  | Tripotamos | E.P.S. Emazia                |
| Chaniōtīs           | Chanioti   | E.P.S. Calcidica             |
| Epanomi             | Epanomi    | E.P.S. Macedonia (Salonicco) |
| Ethnikos Giannitson | Giannitsa  | E.P.S. Pella                 |
| Meliteas Melitis    | Meliti     | E.P.S. Florina               |
| PAOK Krīstōnīs      | Kristoni   | E.P.S. Kilkis                |
| Svoronos            | Svoronos   | E.P.S. Pieria                |

### Classifica
|  | Pos. | Squadra             | Pt | G | V | N | P | GF | GS | DR  |
|  | ---- | ------------------- | -- | - | - | - | - | -- | -- | --- |
|  | 1.   | Asteras Tripotamou  | 18 | 6 | 6 | 0 | 0 | 19 | 3  | +16 |
|  | 2.   | Chaniōtīs           | 11 | 6 | 3 | 2 | 1 | 11 | 7  | +4  |
|  | 3.   | Svoronos            | 10 | 6 | 3 | 1 | 2 | 13 | 6  | +7  |
|  | 4.   | PAOK Krīstōnīs      | 8  | 6 | 2 | 2 | 2 | 15 | 10 | +5  |
|  | 5.   | Epanomi             | 7  | 6 | 2 | 1 | 3 | 8  | 11 | -3  |
|  | 6.   | Ethnikos Giannitson | 4  | 6 | 1 | 1 | 4 | 4  | 15 | -11 |
|  | 7.   | Meliteas Melitis    | 1  | 6 | 0 | 1 | 5 | 3  | 21 | -18 |

Legenda:

      Ammesso in Gamma Ethniki 2023-2024

### Risultati
|                     | ATR  | CHA  | EPA  | EGI  | MME  | PKR  | SVO  |
| ------------------- | ---- | ---- | ---- | ---- | ---- | ---- | ---- |
| Asteras Tripotamou  | –––– | 3-0  | -    | -    | 5-0  | -    | 2-1  |
| Chaniotis           | -    | –––– | -    | 2-0  | -    | 2-2  | 1-1  |
| Epanomi             | 1-4  | 0-2  | –––– | -    | -    | 2-2  | -    |
| Ethnikos Giannitson | 0-3  | -    | 1-2  | –––– | -    | -    | 1-0  |
| Meliteas Melitis    | -    | 1-4  | 0-2  | 1-1  | –––– | -    | -    |
| PAOK Kristonis      | 1-2  | -    | -    | 7-1  | 2-1  | –––– | -    |
| Svoronos            | -    | -    | 2-1  | -    | 7-0  | 2-1  | –––– |

## Gruppo 3
| Squadra           | Città        | E.P.S. di provenienza                 |
| ----------------- | ------------ | ------------------------------------- |
| Anagennisi Stanou | Arta         | E.P.S. Etolia-Acarnania               |
| Apollon Pargas    | Parga        | E.P.S. Prevesa e Leucade              |
| Asteras Petritī   | Petriti      | E.P.S. Corfù, Passo e isole Diapontie |
| Kastoria          | Kastoria     | E.P.S. Kastoria                       |
| Neas Selefkias    | Nea Selefkia | E.P.S. Tesprozia                      |
| Thyella Katsika   | Katsikas     | E.P.S. Epiro (Giannina)               |
| Xirovouniou       | Xirovouni    | E.P.S. Arta                           |

### Classifica
|  | Pos. | Squadra           | Pt | G | V | N | P | GF | GS | DR  |
|  | ---- | ----------------- | -- | - | - | - | - | -- | -- | --- |
|  | 1.   | Asteras Petritī   | 13 | 6 | 4 | 1 | 1 | 10 | 3  | +7  |
|  | 2.   | Apollon Pargas    | 12 | 6 | 4 | 0 | 2 | 16 | 6  | +10 |
|  | 3.   | Kastoria          | 12 | 6 | 4 | 0 | 2 | 9  | 3  | +6  |
|  | 4.   | Thyella Katsika   | 12 | 6 | 4 | 0 | 2 | 8  | 5  | +3  |
|  | 5.   | Anagennisi Stanou | 10 | 6 | 3 | 1 | 2 | 7  | 6  | +1  |
|  | 6.   | Xirovouniou       | 3  | 6 | 1 | 0 | 5 | 4  | 15 | -11 |
|  | 7.   | Neas Selefkias    | 0  | 6 | 0 | 0 | 6 | 2  | 18 | -16 |

Legenda:

      Ammesso in Gamma Ethniki 2023-2024

### Risultati
|                   | AST  | APA  | APE  | KAS  | NSE  | TKA  | XIR  |
| ----------------- | ---- | ---- | ---- | ---- | ---- | ---- | ---- |
| Anagennisi Stanou | –––– | 1-4  | 0-0  | 1-0  | -    | -    | -    |
| Apollon Pargas    | -    | –––– | -    | 0-1  | 3-0  | -    | 6-1  |
| Asteras Petriti   | -    | 3-0  | –––– | -    | 2-1  | 1-2  | -    |
| Kastoria          | -    | -    | 0-1  | –––– | -    | 1-0  | 3-0  |
| Neas Selefkias    | 0-4  | -    | -    | 1-4  | –––– | 0-2  | -    |
| Thyella Katsikas  | 2-0  | 0-3  | -    | -    | -    | –––– | 2-0  |
| Xirovouniou       | 0-1  | -    | 0-3  | -    | 3-0  | -    | –––– |

## Gruppo 4
| Squadra            | Città         | E.P.S. di provenienza                 |
| ------------------ | ------------- | ------------------------------------- |
| Asteras Karditsas  | Karditsa      | E.P.S. Karditsa                       |
| Digenis Neochoriou | Oichalia      | E.P.S. Trikala                        |
| Dotieas Agias      | Agia Larisas  | E.P.S. Larissa                        |
| Makedonikos Foufa  | Foufas        | E.P.S. Kozani                         |
| Pyrasos            | Nea Anchialos | E.P.S. Tessaglia (Magnesia e Sporadi) |
| Pyrsos             | Grevena       | E.P.S. Grevena                        |
| Stylidas           | Stylida       | E.P.S. Ftiotide                       |

### Classifica
|  | Pos. | Squadra            | Pt | G | V | N | P | GF | GS | DR  |
|  | ---- | ------------------ | -- | - | - | - | - | -- | -- | --- |
|  | 1.   | Makedonikos Foufa  | 15 | 6 | 5 | 0 | 1 | 15 | 3  | +12 |
|  | 2.   | Dotieas Agias      | 11 | 6 | 3 | 2 | 1 | 15 | 7  | +8  |
|  | 3.   | Digenis Neochoriou | 11 | 6 | 3 | 2 | 1 | 8  | 5  | +3  |
|  | 4.   | Pyrasos            | 10 | 6 | 3 | 1 | 2 | 18 | 6  | +12 |
|  | 5.   | Stylidas           | 7  | 6 | 2 | 1 | 3 | 4  | 5  | -1  |
|  | 6.   | Asteras Karditsas  | 5  | 6 | 1 | 2 | 3 | 8  | 13 | -5  |
|  | 7.   | Pyrsos             | 0  | 6 | 0 | 0 | 6 | 2  | 31 | -29 |

Legenda:

      Ammesso in Gamma Ethniki 2023-2024

### Risultati
|                    | AKA  | DNE  | DAG  | MFO  | PYR  | PYS  | STY  |
| ------------------ | ---- | ---- | ---- | ---- | ---- | ---- | ---- |
| Asteras Karditsas  | –––– | -    | -    | -    | 1-4  | 5-1  | 0-3  |
| Digenis Neochoriou | 0-0  | –––– | -    | 0-1  | -    | -    | 2-0  |
| Dotieas Agias      | 2-2  | 1-1  | –––– | -    | 2-1  | -    | -    |
| Makedonikos Foufa  | 3-0  | -    | 3-1  | –––– | -    | 6-0  | -    |
| Pyrasos            | -    | 2-3  | -    | 2-0  | –––– | 9-0  | -    |
| Pyrsos             | -    | 1-2  | 0-8  | -    | -    | –––– | 0-1  |
| Stylidas           | -    | -    | 0-1  | 0-2  | 0-0  | -    | –––– |

## Gruppo 5
| Squadra        | Città          | E.P.S. di provenienza    |
| -------------- | -------------- | ------------------------ |
| Pallixouriakos | Lixouri        | E.P.S. Cefalonia e Itaca |
| Pangytheatikos | Giteo          | E.P.S. Laconia           |
| Panīleiakos    | Pyrgos         | E.P.S. Elide             |
| Panthouriakos  | Sperchogeia    | E.P.S. Messenia          |
| Panthyreatikos | Astros         | E.P.S. Arcadia           |
| Patrai         | Patrasso       | E.P.S. Acaia             |
| Tsilivi        | Planos/Tsilivi | E.P.S. Elide             |

### Classifica
|  | Pos. | Squadra        | Pt | G | V | N | P | GF | GS | DR  |
|  | ---- | -------------- | -- | - | - | - | - | -- | -- | --- |
|  | 1.   | Patrai         | 14 | 6 | 4 | 2 | 0 | 11 | 2  | +9  |
|  | 2.   | Panīleiakos    | 14 | 6 | 4 | 2 | 0 | 9  | 1  | +8  |
|  | 3.   | Pangytheatikos | 9  | 6 | 2 | 3 | 1 | 6  | 3  | +3  |
|  | 4.   | Panthouriakos  | 8  | 6 | 2 | 2 | 2 | 9  | 8  | +1  |
|  | 5.   | Pallixouriakos | 8  | 6 | 2 | 2 | 2 | 7  | 5  | +2  |
|  | 6.   | Panthyreatikos | 4  | 6 | 1 | 1 | 4 | 6  | 11 | -5  |
|  | 7.   | Tsilivi        | 0  | 6 | 0 | 0 | 6 | 0  | 18 | -18 |

Legenda:

      Ammesso in Gamma Ethniki 2023-2024

### Risultati
|                | PAL  | PAN  | PAI  | PAH  | PAY  | PAT  | TSI  |
| -------------- | ---- | ---- | ---- | ---- | ---- | ---- | ---- |
| Pallixouriakos | –––– | 0-0  | -    | -    | -    | 0-2  | 3-0  |
| Pangytheatikos | -    | –––– | 0-0  | -    | 2-1  | -    | 3-0  |
| Panileiakos    | 1-0  | -    | –––– | -    | 2-1  | -    | 3-0  |
| Panthouriakos  | 1-1  | -    | 0-3  | –––– | -    | 1-1  | -    |
| Panthyreatikos | 1-3  | 0-0  | -    | 1-3  | –––– | -    | -    |
| Patrai         | -    | 2-1  | 0-0  | -    | 3-0  | –––– | -    |
| Tsilivi        | -    | -    | -    | 0-3  | 0-3  | 0-3  | –––– |

## Gruppo 6
| Squadra              | Città     | E.P.S. di provenienza               |
| -------------------- | --------- | ----------------------------------- |
| Apollon Efpalios     | Efpalio   | E.P.S. Focide                       |
| Chalkis              | Calcide   | E.P.S. Eubea e Sciro                |
| Aiolos Karpenisiou   | Karpenisi | E.P.S. Euritania                    |
| Kiparissos Antikiras | Antikyra  | E.P.S. Beozia                       |
| Moschato             | Moschato  | E.P.S. Pireo, Argosaronico e Citera |
| Panargeiakos         | Argo      | E.P.S. Argolide                     |
| Teneatis             | Athikia   | E.P.S. Attica orientale             |

### Classifica
|  | Pos. | Squadra              | Pt | G | V | N | P | GF | GS | DR  |
|  | ---- | -------------------- | -- | - | - | - | - | -- | -- | --- |
|  | 1.   | Moschato             | 14 | 6 | 4 | 2 | 0 | 16 | 4  | +12 |
|  | 2.   | Panargeiakos         | 12 | 6 | 3 | 3 | 0 | 13 | 5  | +8  |
|  | 3.   | Chalkis              | 10 | 6 | 2 | 4 | 0 | 8  | 3  | +5  |
|  | 4.   | Apollon Efpalios     | 9  | 6 | 3 | 0 | 3 | 12 | 10 | +2  |
|  | 5.   | Teneatis             | 7  | 6 | 2 | 1 | 3 | 9  | 9  | 0   |
|  | 6.   | Kiparissos Antikiras | 5  | 6 | 1 | 2 | 3 | 8  | 9  | -1  |
|  | 7.   | Eolos Karpenisiou    | 0  | 6 | 0 | 0 | 6 | 0  | 26 | -15 |

Legenda:

      Ammesso in Gamma Ethniki 2023-2024

### Risultati
|                      | AEF  | CHA  | EKA  | KAN  | MOS  | PAN  | TEN  |
| -------------------- | ---- | ---- | ---- | ---- | ---- | ---- | ---- |
| Apollon Efpalios     | –––– | -    | 5-0  | 2-1  | -    | -    | 2-1  |
| Chalkis              | 1-0  | –––– | -    | 1-1  | -    | 1-1  | -    |
| Eolos Karpenisiou    | -    | 0-4  | –––– | -    | -    | 0-6  | 0-3  |
| Kiparissos Antikiras | -    | -    | 4-0  | –––– | 0-3  | 1-1  | -    |
| Moschato             | 5-2  | 0-0  | 4-0  | -    | –––– | -    | -    |
| Panargeiakos         | 2-1  | -    | -    | -    | 1-1  | –––– | 2-1  |
| Teneatis             | -    | 1-1  | -    | 2-1  | 1-3  | -    | –––– |

## Gruppo 7
| Squadra              | Città          | E.P.S. di provenienza     |
| -------------------- | -------------- | ------------------------- |
| Agia Paraskevi       | Agia Paraskevi | E.P.S. Atene              |
| Apollon Agiou Ioanni | Agios Ioannis  | E.P.S. La Canea           |
| Asteras Peramatos    | Perama         | E.P.S. Retimo             |
| Ellas Pontion        | Egaleo         | E.P.S. Atene              |
| Niki Sitias          | Sitia          | E.P.S. Lasithi            |
| Tympakiou            | Timbaki        | E.P.S. Candia             |
| Vyzas                | Megara         | E.P.S. Attica occidentale |

### Classifica
|  | Pos. | Squadra              | Pt | G | V | N | P | GF | GS | DR  |
|  | ---- | -------------------- | -- | - | - | - | - | -- | -- | --- |
|  | 1.   | Agia Paraskevi       | 11 | 6 | 3 | 2 | 1 | 18 | 5  | +13 |
|  | 2.   | Vyzas                | 11 | 6 | 3 | 2 | 1 | 14 | 4  | +10 |
|  | 3.   | Tympakiou            | 11 | 6 | 3 | 2 | 1 | 7  | 5  | +2  |
|  | 4.   | Ellas Pontion        | 10 | 6 | 3 | 1 | 2 | 11 | 9  | +2  |
|  | 5.   | Apollon Agiou Ioanni | 7  | 6 | 2 | 1 | 3 | 6  | 13 | -7  |
|  | 6.   | Asteras Peramatos    | 6  | 6 | 2 | 0 | 4 | 6  | 19 | -13 |
|  | 7.   | Niki Sitias          | 3  | 6 | 1 | 0 | 5 | 1  | 8  | -7  |

Legenda:

      Ammesso in Gamma Ethniki 2023-2024

### Risultati
|                       | APA  | AAI  | APE  | EPO  | NSI  | TYM  | VYZ  |
| --------------------- | ---- | ---- | ---- | ---- | ---- | ---- | ---- |
| Agia Paraskevi        | –––– | 6-0  | 7-0  | 3-2  | -    | -    | -    |
| Apollon Agiou Ioannou | -    | –––– | -    | 1-1  | 1-0  | -    | 2-0  |
| Asteras Peramatos     | -    | 4-1  | –––– | -    | 2-0  | 0-2  | -    |
| Ellas Pontion         | -    | -    | 2-0  | –––– | -    | 3-1  | 1-4  |
| Niki Sitias           | 1-0  | -    | -    | 0-2  | –––– | 0-1  | -    |
| Tympakiou             | 1-1  | 2-1  | -    | -    | -    | –––– | 0-0  |
| Vyzas                 | 1-1  | -    | 7-0  | -    | 2-0  | -    | –––– |

## Gruppo 8
| Squadra                  | Città                | E.P.S. di provenienza   |
| ------------------------ | -------------------- | ----------------------- |
| Aetos Loutron            | Loutra               | E.P.S. Lesbo e Lemno    |
| Arīs Petroupolīs         | Petroupoli           | E.P.S. Atene            |
| Atromitos Agiou Georgiou | Agios Georgios       | E.P.S. Chio             |
| Ellas Syrou              | Ermopoli             | E.P.S. Cicladi          |
| Ialysos                  | Ialiso               | E.P.S. Dodecaneso       |
| Marko                    | Markopoulo Mesogaias | E.P.S. Attica orientale |
| Vathyllou Pansamiakou    | Vathy                | E.P.S. Samo e Icaria    |

### Classifica
|  | Pos. | Squadra                  | Pt | G | V | N | P | GF | GS | DR  |
|  | ---- | ------------------------ | -- | - | - | - | - | -- | -- | --- |
|  | 1.   | Arīs Petroupolīs         | 16 | 6 | 5 | 1 | 0 | 21 | 5  | +16 |
|  | 2.   | Ialysos                  | 11 | 6 | 3 | 2 | 1 | 9  | 4  | +5  |
|  | 3.   | Marko                    | 9  | 6 | 2 | 3 | 1 | 7  | 2  | +5  |
|  | 4.   | Aetos Loutron            | 9  | 6 | 3 | 0 | 3 | 7  | 7  | 0   |
|  | 5.   | Ellas Syrou              | 8  | 6 | 2 | 2 | 2 | 11 | 7  | +4  |
|  | 6.   | Atromitos Agiou Georgiou | 6  | 6 | 2 | 0 | 4 | 6  | 10 | -4  |
|  | 7.   | Vathyllou Pansamiakou    | 0  | 6 | 0 | 0 | 6 | 0  | 26 | -26 |

Legenda:

      Ammesso in Gamma Ethniki 2023-2024

### Risultati
|                          | ALO  | APE  | AAG  | ESY  | IAL  | MAR  | VPA  |
| ------------------------ | ---- | ---- | ---- | ---- | ---- | ---- | ---- |
| Aetos Loutron            | –––– | -    | -    | -    | 0-1  | 1-0  | 3-0  |
| Aris Petroupolis         | 4-1  | –––– | 2-0  | -    | -    | -    | 9-0  |
| Atromitos Agiou Georgiou | 2-1  | -    | –––– | 1-2  | -    | 0-1  | -    |
| Ellas Syrou              | 0-1  | 2-3  | -    | –––– | 2-2  | -    | -    |
| Ialysos                  | -    | 1-2  | 4-0  | -    | –––– | 0-0  | -    |
| Marko                    | -    | 1-1  | -    | 0-0  | -    | –––– | 5-0  |
| Vathyllou Pansamiakou    | -    | -    | 0-3  | 0-5  | 0-1  | -    | –––– |